# Michaił Diewiatjarow (ur. 1959)
Michaił Tałgatowicz Diewiatjarow (ros Михаил Талгатович Девятьяров, ur. 25 lutego 1959 w Czusowoj) – radziecki biegacz narciarski, dwukrotny medalista olimpijski i dwukrotny medalista mistrzostw świata.

## Kariera
Startował na zimowych igrzyskach olimpijskich w Calgary. Został tam mistrzem olimpijskim na dystansie 15 km techniką klasyczną. Ponadto wraz z Władimirem Smirnowem, Władimirem Sachnowem i Aleksiejem Prokurorowem zdobył srebrny medal w sztafecie 4 × 10 km. Był także blisko medalu w biegu na 30 km techniką klasyczną, jednak przegrał walkę o brązowy medal z Norwegiem Vegardem Ulvangiem i zajął ostatecznie 4. miejsce.
Na mistrzostwach świata w Oberstdorfie zdobył brązowy medal w biegu na 15 km techniką klasyczną, a razem z Aleksandrem Batiukiem, Władimirem Smirnowem i Władimirem Sachnowem zdobył srebrny medal w sztafecie 4 × 10 km. Startował także na mistrzostwach świata w Lahti w 1989 r., ale zajął odległe, 14. miejsce, w biegu na 30 km techniką klasyczną.
Najlepsze wyniki osiągnął w sezonie 1987/1988, kiedy zajął 13. miejsce w klasyfikacji generalnej. Łącznie 4 razy stawał na podium zawodów Pucharu Świata, odnosząc dwa zwycięstwa. W 1992 r. zakończył karierę.
Jego syn – Michaił Diewiatjarow Jr. także jest biegaczem narciarskim.

## Osiągnięcia

### Igrzyska olimpijskie
| Miejsce | Dzień     | Rok  | Miejscowość | Konkurencja             | Czas biegu | Strata  | Zwycięzca           |
| ------- | --------- | ---- | ----------- | ----------------------- | ---------- | ------- | ------------------- |
| 4.      | 15 lutego | 1988 | Calgary     | 30 km stylem klasycznym | 1:24:26,3  | +1:05,0 | Aleksiej Prokurorow |
| 1.      | 19 lutego | 1988 | Calgary     | 15 km stylem klasycznym | 41:18,9    | -       | -                   |
| 2.      | 22 lutego | 1988 | Calgary     | Sztafeta 4 × 10 km      | 1:43:58,6  | +12,7   | Szwecja             |
| 25.     | 27 lutego | 1988 | Calgary     | 50 km stylem klasycznym | 2:04:30,9  | +7:30,8 | Gunde Svan          |

### Mistrzostwa świata
| Miejsce | Dzień     | Rok  | Miejscowość | Konkurencja             | Czas biegu | Strata | Zwycięzca        |
| ------- | --------- | ---- | ----------- | ----------------------- | ---------- | ------ | ---------------- |
| 3.      | 15 lutego | 1987 | Oberstdorf  | 15 km stylem klasycznym | 43:01,8    | +7,8   | Marco Albarello  |
| 2.      | 15 lutego | 1987 | Oberstdorf  | Sztafeta 4 × 10 km      | 1:38:04,6  | +26,3  | Szwecja          |
| 14.     | 18 lutego | 1989 | Lahti       | 30 km stylem klasycznym | 1:24:56,9  | ?      | Władimir Smirnow |

### Puchar Świata

#### Miejsca w klasyfikacji generalnej
- sezon 1981/1982: 65.
- sezon 1982/1983: 27.
- sezon 1983/1984: 17.
- sezon 1985/1986: 41.
- sezon 1986/1987: 17.
- sezon 1987/1988: 13.
- sezon 1988/1989: 53.
- sezon 1989/1990: 38.

#### Zwycięstwa w zawodach
| Nr | Dzień     | Rok  | Miejscowość | Konkurencja             | Czas biegu  |
| -- | --------- | ---- | ----------- | ----------------------- | ----------- |
| 1. | 23 marca  | 1984 | Murmańsk    | 15 km stylem klasycznym | ?           |
| 2. | 19 lutego | 1988 | Calgary     | 15 km stylem klasycznym | 41:18.9 min |

#### Miejsca na podium
| Nr | Dzień     | Rok  | Miejscowość | Konkurencja             | Czas biegu  | Pozycja | Strata | Zwycięzca           |
| -- | --------- | ---- | ----------- | ----------------------- | ----------- | ------- | ------ | ------------------- |
| 1. | 10 lutego | 1983 | Sarajewo    | 15 km stylem klasycznym | ?           | ?       | 3      | Aleksander Zawiałow |
| 2. | 23 marca  | 1984 | Murmańsk    | 15 km stylem klasycznym | ?           | -       | 1      | -                   |
| 3. | 15 lutego | 1987 | Oberstdorf  | 15 km stylem klasycznym | 43:01.8 min | +7.8 s  | 3      | Marco Albarello     |
| 4. | 19 lutego | 1988 | Calgary     | 15 km stylem klasycznym | 41:18.9 min | -       | 1      | -                   |